# Théâtre National de la rue de la Loi

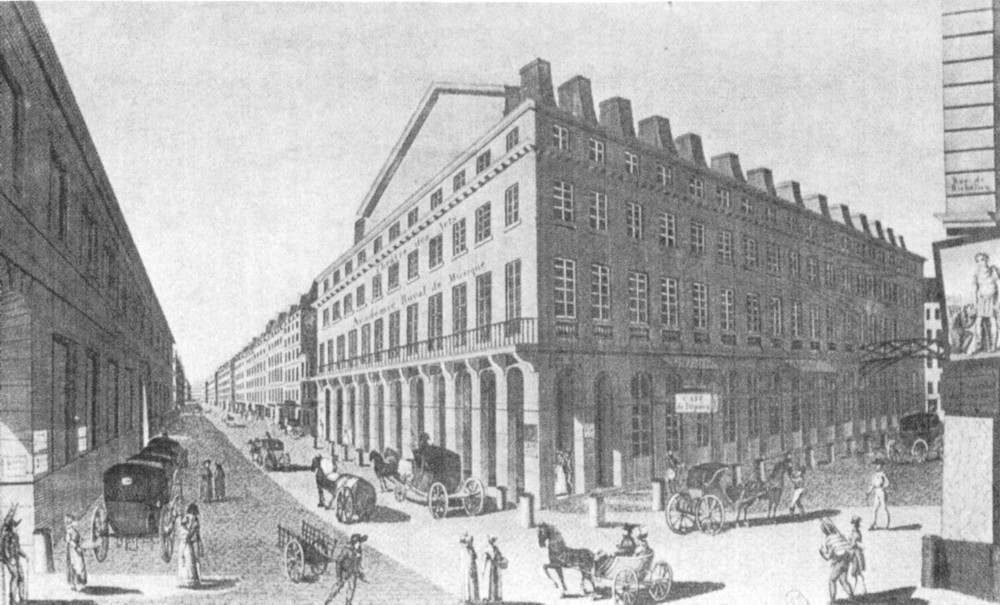
Théâtre de l’Opera 1794–1820

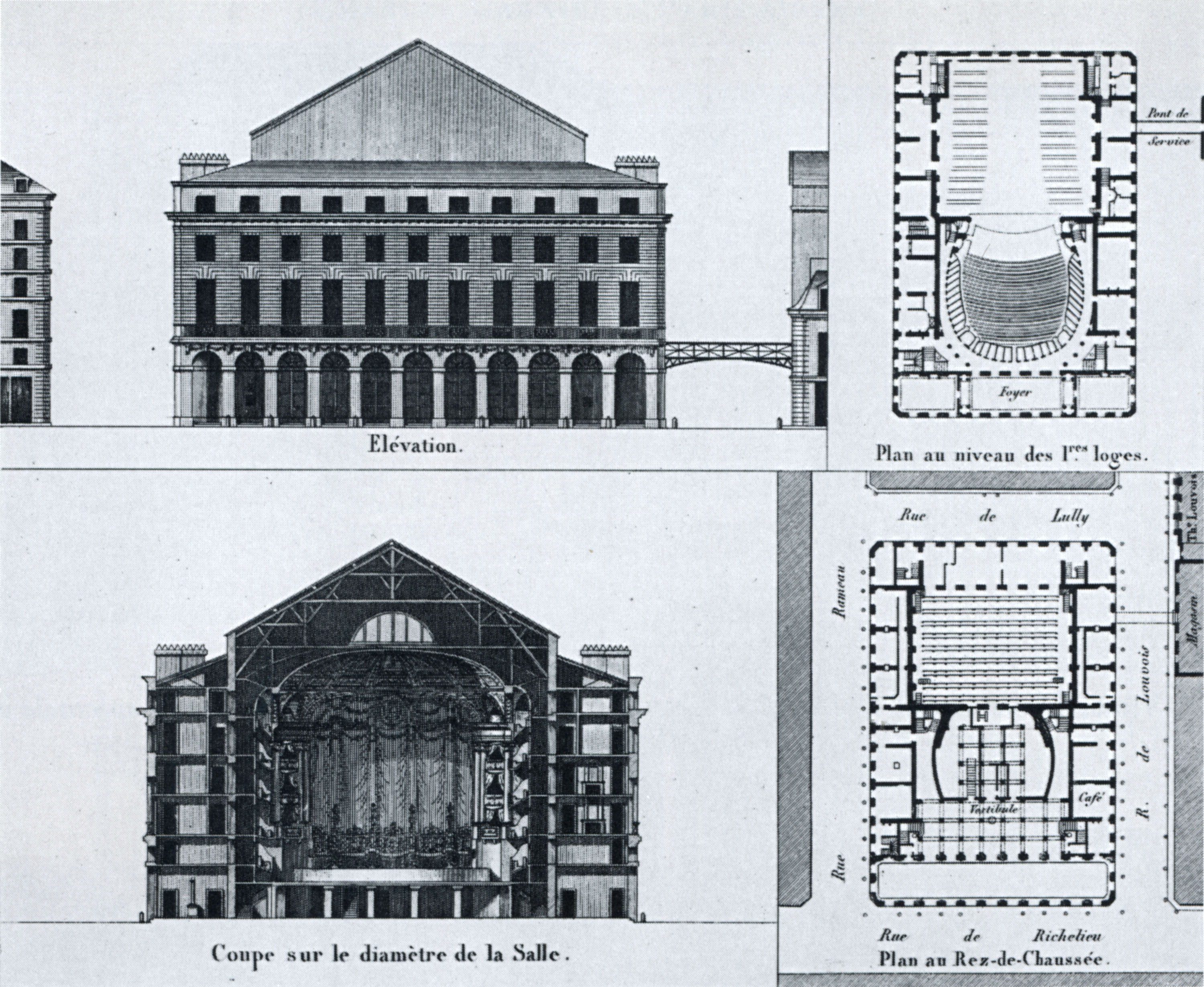
Grund- und Aufriss des Theaters zur Zeit der Erbauung

Das Théâtre National de la rue de la Loi (anfangs auch Théâtre des Arts oder auch die Salle Montansier) war die Heimstatt der Académie royale bzw. Académie imperiale (der Pariser Oper) im Zeitraum von 1793 bis 1820. Das Gebäude lag in der Rue de Richelieu (in den Jahren 1793 bis 1806 Rue de la Loi (Straße des Rechts)) auf dem Gelände der heutigen Place Louvois im 2. Arrondissement von Paris.

## Geschichte

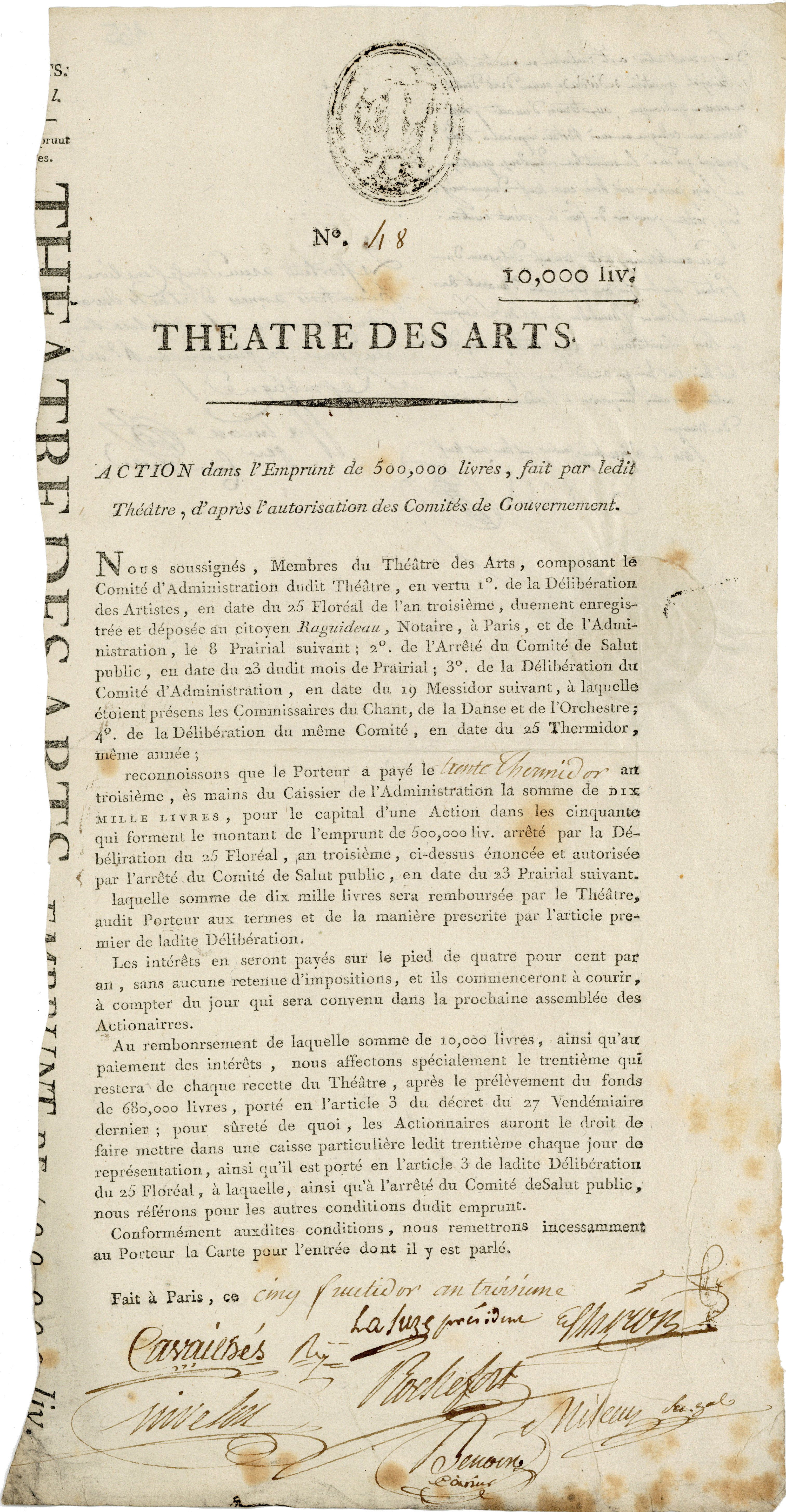
Aktie über 10.000 Livres des Théatre des Arts, einer Vorgängergesellschaft der Académie royale (heute die Pariser Oper), ausgegeben am cinq fructidor an troisieme (22. August 1795). Das Kapital der Gesellschaft in Höhe von 500.000 Livres war eingeteilt in 50 Aktien.

Das „Nationaltheater“ (Théâtre-National) wurde 1792–1793 vom Architekten Victor Louis entworfen im Auftrag der Schauspielerin Marguerite Brunet (1730–1820), bekannt unter ihrem Künstlernamen Mademoiselle Montansier, die ein Pariser Theater leitete. Bereits 1777 hatte sie in Versailles in Anwesenheit von Ludwig XVI. ihr erstes Theater eröffnet, das auch als Théâtre Montansier bekannt wurde.
Das neue Theater in Paris wurde am 15. April 1793 eröffnet und verfügte über einen sehr großen, eleganten und komfortablen Theatersaal für 2300 Zuschauer. Marguerite Montansier spielt hier Novitäten und hatte damit außerordentlichen Erfolg, der ihre Neider auf den Plan rief. Zu Beginn der revolutionären Schreckensherrschaft der Jakobiner wurde sie verhaftet, und es wurde ihr vorgeworfen, dass sie absichtlich ein Theater gegenüber der Bibliothèque Nationale eröffnete, um diese für die Nation wertvolle Sammlung einer Brandgefahr auszusetzen.

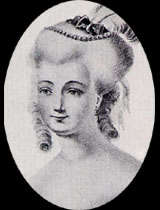
Mademoiselle Montansier

Nach der Verhaftung der Montansier wurde ihr Theater per Dekret vom 14. April 1794 der vormaligen Académie Royale de Musique zur Verfügung gestellt, die am 27. Juli (9. Thermidor im zweiten Jahr des republikanischen Kalenders) das Theater an der Porte Saint-Martin verlassen hatte, das sie seit dem Brand des Théâtre du Palais-Royal 1781 bespielt hatte. Das Gebäude wurde für das Opern-Ensemble der Académie vom Architekten Raymond Brongniart angepasst. Die erste Darbietung des neuen Théâtre des Arts fand zehn Tage später, am 7. August 1794 statt.

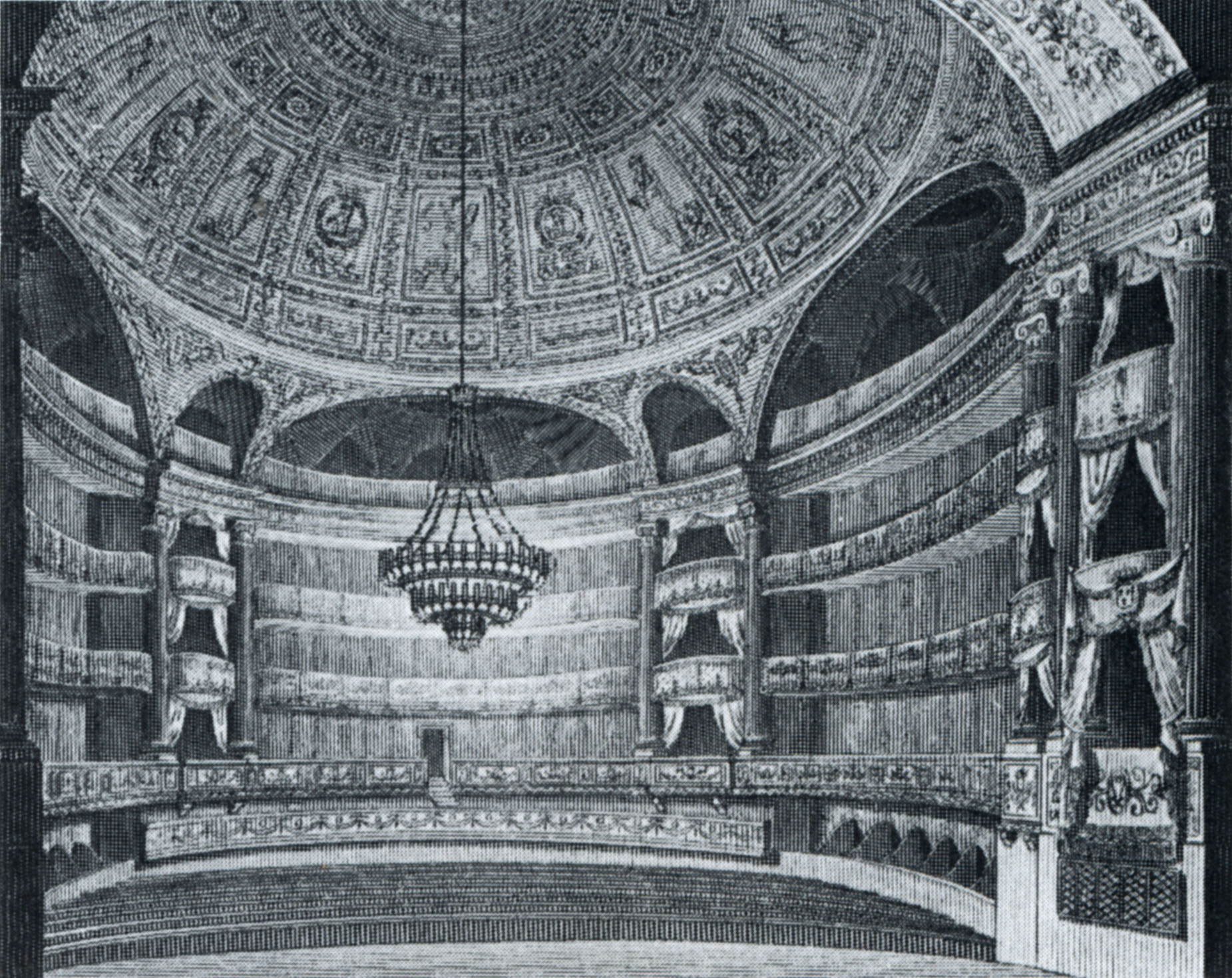
Auditorium des Théâtre des Arts 1791 bis 1793

Als sie nach Ende des Terrors aus dem Gefängnis kam, trachtete Montansier danach, die Enteignung ihres verlorenen Eigentums rückgängig machen zu lassen. Ihre Klage hatte am 5. Messidor des dritten Jahres (25. Juni 1795) insofern Erfolg, als ihr durch ein Dekret eine Abfindung in Höhe von acht Millionen Franken in Banknoten gezahlt wurde, die die Überlassung ihres Besitzes an die französische Nation ausgleichen sollte.
Am 3. Nivôse im neunten Jahr (24. Dezember 1800) war in diesem Theater die französische Premiere von Joseph Haydns Oratorium Die Schöpfung geplant, zu einer Zeit, als der Erste Konsul Napoleon Bonaparte auf der Straße durch eine Explosion, die viele Menschenleben gekostet hat, fast getötet worden war. Aber Bonaparte wurde nicht zum Opfer dieses Attentats, und man begrüßte ihn im Theater mit stehenden Ovationen.
Unter anderen bedeutenden Leistungen dieses Theaters, das seinen offiziellen Namen nach dem Machtwechsel mehrmals änderte, gab es die französische Erstaufführung einer Bearbeitung der Zauberflöte von Mozart (1801) und die Premiere der Vestalin von Gaspare Spontini (15. Dezember 1807). Auch die nächsten Uraufführungen von Spontinis Opern, Cortez und Olimpie fanden in diesem Haus statt.

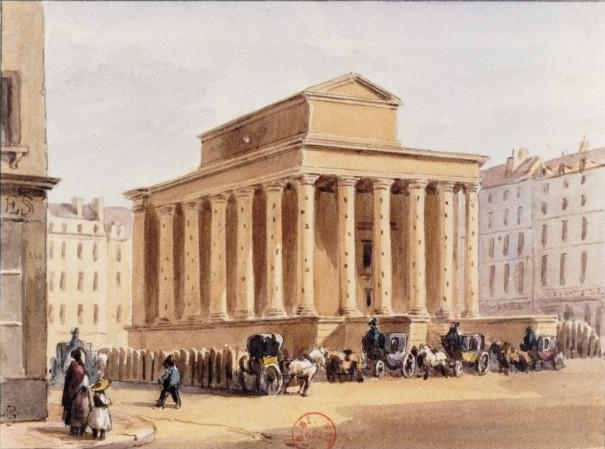
Geplante Sühnekapelle am Platz Louvois, Paris, ca. 1830

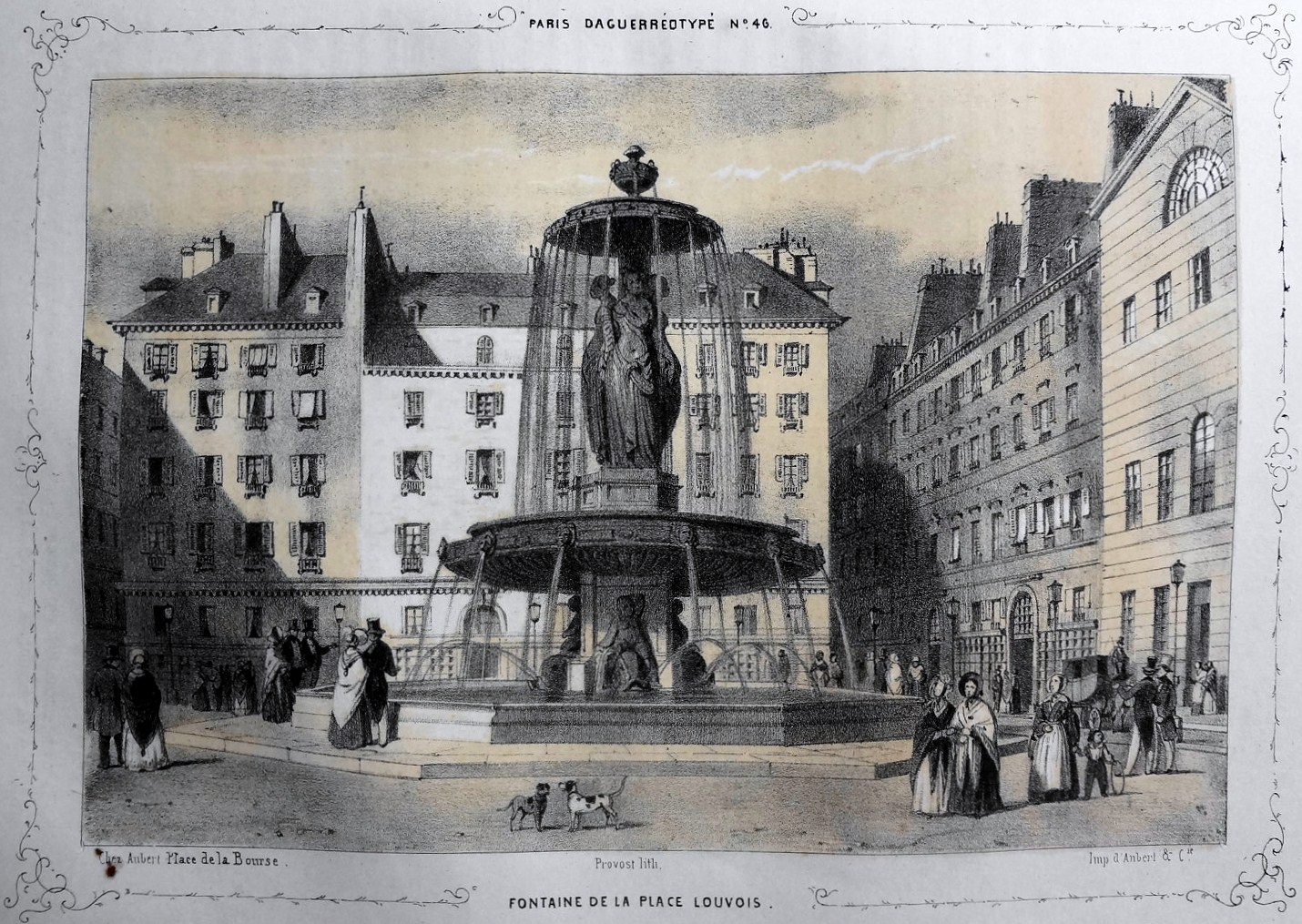
Fontaine de la Place Louvois

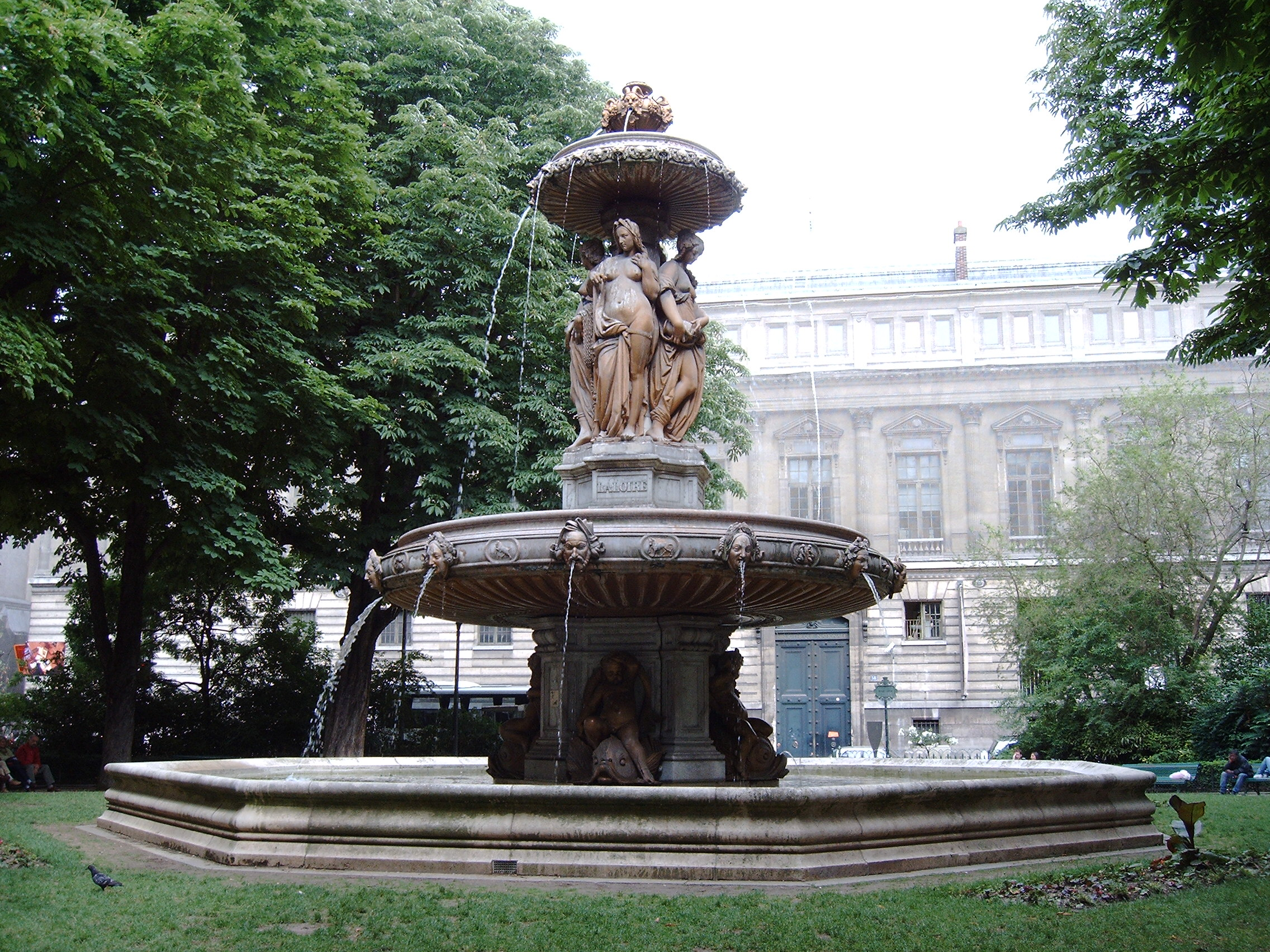
Fontaine de la Place Louvois 2010

Zur Beendigung des Theaterbetriebs in diesem Haus kam es am 13. Februar 1820 um 23 Uhr, als der Erbe des Französischen Throns, der Herzog von Berry, nach der Aufführung gemeinsam mit seiner Frau Marie Caroline angegriffen und tödlich verletzt wurde und dann im Theater am 14. Februar um 6 Uhr früh verstarb. Nach seinem Tod wurden alle Aufführungen abgesagt, das Theater wurde zunächst geschlossen und dann abgerissen.
Am Schauplatz des Attentats wurde auf Wunsch von König Ludwig XVIII. der Bau einer Gedenkkapelle geplant als ein Denkmal der Sühne. Das Gebäude befand sich in der Phase kurz vor der Vollendung, als im Jahre 1830 die Juli-Revolution ausbrach, und mit ihr der nächste Regierungswechsel erfolgte. Das unvollendete Denkmal wurde 1839 abgerissen, und an seiner Stelle wurde 1844 von dem Architekten Louis Visconti im Auftrag von König Louis-Philippe I. ein Brunnen errichtet.
Später wurde das Gelände mit Bäumen bepflanzt. Heute befindet sich hier der Platz Louvois, und nichts erinnert mehr an das Theater oder an den ermordeten Herzog von Berry.

## Uraufführungen (Auswahl)

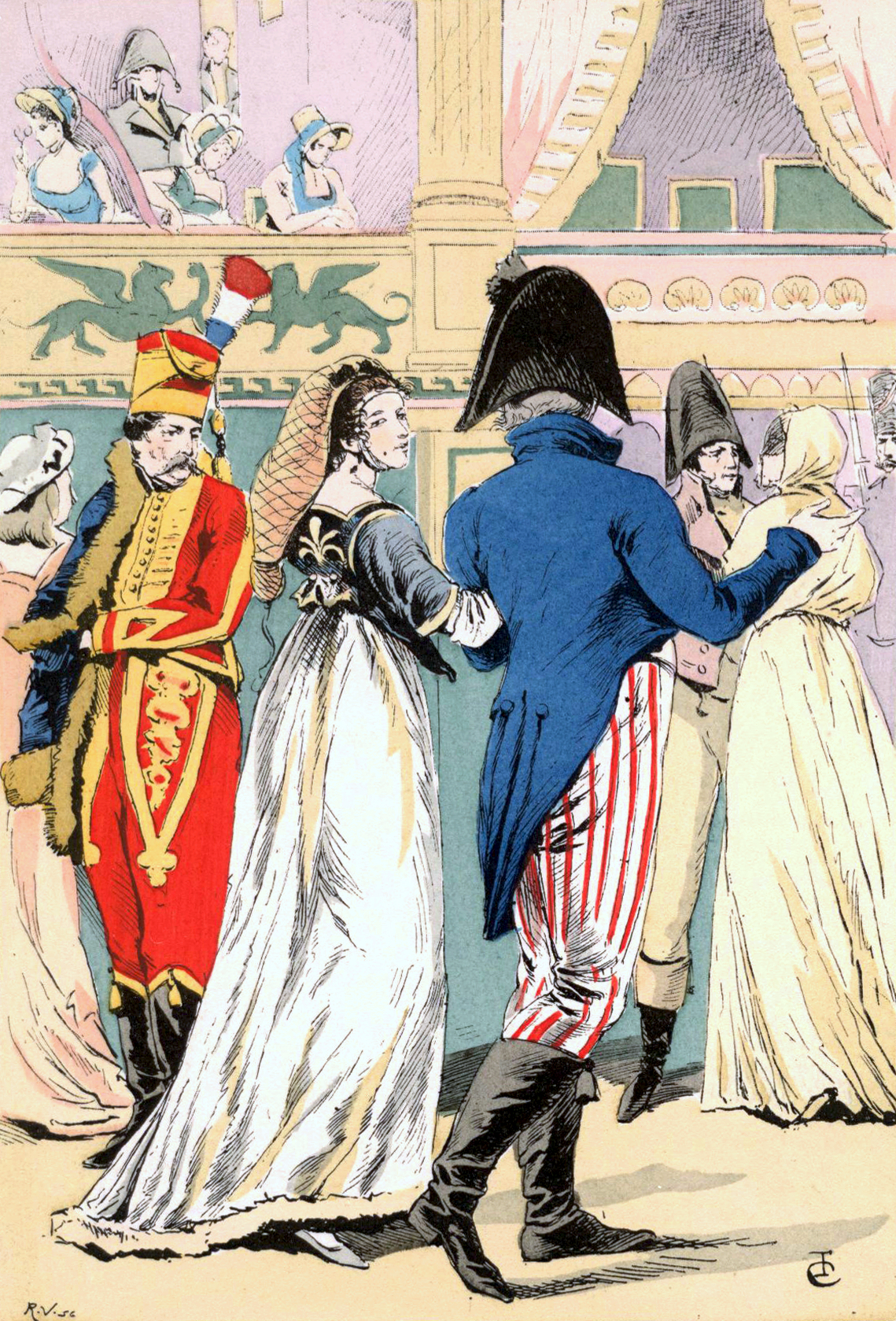
Ball in der Opéra, 1800

- Étienne-Nicolas Méhul – Horatius Coclès (Antoine-Vincent Arnault), Oper 1 Akt (18. Febr. 1794, Paris, Opéra)
- André-Ernest-Modeste Grétry – Denys le tyran, maître d’école à Corinthe (Pierre-Sylvain Maréchal), Oper 1 Akt (23. Aug. 1794 Paris, Opéra)
- Grétry – La Rosière républicaine ou La Fête de la vertu (Pierre-Sylvain Maréchal), Oper 1 Akt (2. Sept. 1794 Paris, Opéra)
- Rodolphe Kreutzer – La Journée du 10 août 1792 ou La Chute du dernier tyran (Guillaume Saulnier/Darrieux), Oper 4 Akte (10. Aug. 1795 Paris, Opéra)
- Grétry – Anacréon chez Polycrate (Jean Henry Guy), Oper 3 Akte (17. Jan. 1797 Paris, Grand Opéra)
- Méhul – Adrien (François-Benoît Hoffman nach Pietro Metastasio: Adriano in Siria), Oper 3 Akte (4. Juni 1799 Paris, Opéra; revidiert 26. Dez. 1801 Paris)
- François-Adrien Boieldieu – Emma ou La Prisonnière (Étienne de Jouy/Saint-Just/Lonchamps), Opéra comique 1 Akt (12. Sept. 1799 Paris, Théâtre Montansier)
- R. Kreutzer – Flaminius à Corinthe (Guilbert de Pixérécourt/L.-T. Lambert), Oper 1 Akt (27. Febr. 1801 Paris, Opéra) (mit Isouard)
- R. Kreutzer – Astianax, Oper 3 Akte (1801 Paris, Opéra) 46-mal wiederholt
- Grétry – Le Casque et les colombes (Nicolas François Guillard), Opéra-ballet 1 Akt (7. Nov. 1801 Paris, Opéra)
- Charles-Simon Catel – Sémiramis (Philippe Desriaux nach Voltaire), Tragédie lyrique 3 Akte (4. Mai 1802 Paris, Grand Opéra)
- Peter von Winter – Tamerlan (Etienne Morel de Chédeville nach Voltaire, L’Orphelin de la Chine), Oper 4 Akte (14. Sept. 1802 Paris, Opéra); Fassung in Wien 3 Akte (9. April 1805 Burgtheater)
- Grétry – Delphis et Mopsa (Jean Henry Guy), Comédie lyrique 2 Akte (15. Febr. 1803 Paris, Opéra)
- Luigi Cherubini – Anacréon, ou L’Amour fugitif (C. R. Mendouze), Opéra-ballet (Ballettoper) 2 Akte (4. Okt. 1803 Paris, Grand Opéra)
- Nicolas Dalayrac – Le Pavillon du calife ou Almanzor et Zobéide (E. Morel de Chédeville/J.-B.-D. Després/J.-M. Deschamps), Oper 2 Akte (20. April 1804 Paris, Opéra)
- P. v. Winter – Castor et Pollux (P.-J. Bernard/Morel de Chédeville), Oper 5 Akte (19. Aug. 1806 Paris, Opéra)

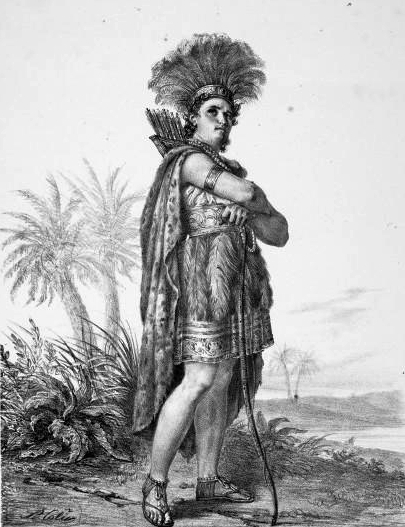
Henri-Bernard Dabadie als Telasco in Spontinis Cortez

- Gaspare Spontini – La vestale (Étienne de Jouy nach J. J. Winckelmann, Monumenti antichi inediti, 1767), Tragédie lyrique 3 Akte (1805; 15. Dez. 1807 Paris, Grand Opéra)
- Spontini – Fernand Cortez ou La Conquête de Mexique (Étienne de Jouy/Joseph-Alphonse d’Esménard nach einer Tragödie von Alexis Piron), Oper 3 Akte (28. Nov. 1809 Paris, Grand Opéra); 2. Fassung (revidiert von Étienne de Jouy), Oper 3 Akte (28. Mai 1817 Paris, Opéra)
- R. Kreutzer – Abel (François-Benoît Hoffman), Tragédie lyrique 3 Akte (23. März 1810 Paris, Opéra), revidiert als La Mort d’Abel, 2 Akte (17. März 1823)
- Catel – Les Bayadères (Les Bajadères; Étienne de Jouy nach Voltaire), Oper 3 Akte (8. Aug. 1810 Paris, Grand Opéra)
- R. Kreutzer – Le Triomphe du mois de mars (Emmanuel Dupaty), Opéra-ballet 1 Akt (27. März 1811 Paris, Opéra)
- Méhul – Les Amazones ou La Fondation de Thèbes (ursprünglicher Titel Amphion; Étienne de Jouy), Oper 3 Akte (17. Dez. 1811 Paris, Opéra)
- Cherubini – Les Abencérages, ou L’etendard de Grenade (Étienne de Jouy, nach François-René de Chateaubriand, Oper 3 Akte (6. Apr. 1813 Paris, Grand Opéra, in Gegenwart von Kaiser Napoleon I.)
- R. Kreutzer – L’Oriflamme (Charles-Guillaume Etienne/Louis-Pierre Baour-Lormian), Oper 1 Akt (1. Febr. 1814 Paris, Opéra), mit Berton, Méhul und Paer
- Spontini – Pélage ou Le Roi et la paix (Étienne de Jouy), Oper 2 Akte (23. Aug. 1814 Paris, Opéra)
- Spontini – Les Dieux rivaux ou Les Fêtes de Cythère (Joseph Marie Armand Michel Dieulafoy/C. Brifaut), Opéra-ballet 1 Akt (21. Juni 1816 Paris, Opéra) (mit Kreutzer, Louis-Luc Loiseau de Persuis/Berton)
- Catel – Zirphile et Fleur de Myrte ou Cent Ans en un jour (Étienne de Jouy/Nicolas Lefebvre), Opéra féerie 2 Akte (1818 Paris, Grand Opéra)
- Spontini – Olimpie (Joseph Marie Armand Michel Dieulafoy/Charles Brifaut nach der gleichnamigen Tragödie von Voltaire), Tragédie lyrique 3 Akte (22. Dez. 1819 Paris, Grand Opéra): 3. Fassung als Olimpie, Tragédie lyrique 3 Akte (28. Febr. 1826 Paris, Opéra)